# Д'Антрекасто (бронепалубен крайцер)
Д'Антрекасто (на френски: D'Entrecasteaux) е бронепалубен крайцер-стационар от 1-ви ранг на ВМС на Франция. Построен е през 1890-те години на 19 век. Предназначен е за носене на колониална служба. Има нестандартна за френския флота компоновка и състав на въоръжението, което го прави по-близък до британските бронепалубни крайцери.

## Конструкция

### Въоръжение
Главният калибър на „Д'Антрекасто“ включва две 240 mm оръдия образец 1893 г., с дължина на ствола 40 калибра, поставени в еднооръдейни кули на носа и кърмата. Това са най-тежките оръдия, които са поставяни някога на френски крайцер. Изборът на този калибър се обяснява, че в колониите той би могъл да воюва срещу туземни укрепления или да води бой с малки броненосци. При тези обстоятелства големият калибър е за предпочитане пред скорострелните оръдия. Оръдията тежат по 22 800 kg и стрелят със 144 килограмови снаряди с начална скорост 815 m/s. С приемането на въоръжение на по-тежък снаряд, с тегло от 177 kg, началната скорост пада до 800 m/s.
За да се подсигури стрелбата при силно вълнение, конструкторите се постарават да издигнат кулите на главния калибър по-високо. Височината на оста на носовото 240 mm оръдие е 9,39 m над водолинията, за кърмовото – 8,58 m. Самите кули са с типична френска конструкция. Те са напълно уравновесени, завъртането им се осъществява с електрохидравлична трансмисия. Има и резервно ръчно задвижване. Боезапасът е от 85 снаряда на оръдие – 25 стоманени бронебойни, 30 чугунени, пълни с барут и 30 чугунени, снаряжени с мелинит. Разчетът на оръдие е от 11 души, шестима от тях в кулата.
Вторият калибър на крайцера е от 12 138,6 mm оръдия образец 1893 г. Това е напълно съвременно скорострелно оръдие с дължина на ствола от 45 калибра. Оръдието тежи 4465 kg и стреля със снаряди тежащи 30 kg, с начална скорост 770 m/s. С приемането на въоръжение на по-тежки снаряди (35 кг), началната скорост пада до 730 m/s. От по-ранния модел от 1891 г. оръдието се отличава с по-масивния ствол и разделното си зареждане. Последното е въведено заради жалбите на артилеристите срещу прекалено тежките унитарни снаряди. Скорострелността им достига 5 изстрела в минута. Осем такива оръдия са разположени в каземати на главната палуба. Сравнително ниското им разположение затруднява използването им при вълнение. Още четири 138,6 mm оръдия са разположени на спардека.
Противоминната артилерия се състои от традиционния за френските кораби набор 47 mm и 37 mm скорострелни оръдия на „Хочкис“ (на френски: Hotchkiss et Cie). 47 mm оръдие със ствол от 40 калибра, тежи 237 kg и стреля с 1,5 kg снаряди с начална скорост 610 m/s. 37 mm оръдие – 35 калибра тежи 35 килограма и стреля с 0,455 kg снаряд, с начална скорост 402 m/s. Макар по време на строежа на „Д'Антрекасто“ да е ясно, че тези калибри са прекалено слаби против чувствително уголемените по размер миноносци, френският флот едва в началото на 1900-те години преминава на 65 mm противоминен калибър.

### Брониране
Защитата на крайцера е преди всичко от бронирана палуба. Нейните скосове се спускат на 2 метра под водолинията. Над палубата са разположени кофердами широки 1 метър и водонепроницаеми отсеци, напълнени с целулоза.

### Силова установка
При избора на силова установка за новия крайцер конструкторите проявяват силна консервативност. Макар френският флот вече успешно да експлоатира водотръбни котли, за „Д'Антрекасто“ избират цилиндрични огнетръбни котли с много скромни характеристики. Още тогава те са смятани за твърде тежки, а и ненадежни при движение на максимална скорост. Поради това този избор е подложен на рязка критика в печата. Макар да следва да се отбележи, че проектантите имат определена причина за проявения консерватизъм. „Д'Антрекасто“ е строен за колониална служба, където на кораба предстои да прави дълги преходи с умерена скорост, при такива натоварвания цилиндричните котли са доста по-икономични от новите модели. Също така те са много по-малко взискателни към качеството на котелната вода и нивото на подготовка на огнярите, което е смятано за важно при служба далеч от метрополията. И накрая, специалистите на арсенала в Сайгон добре познават конструкцията на котлите именно от този тип.
Нормалният запас гориво е 603 тона въглища. На скорост 10 възела той следва да е достатъчен за изминаването на 5638 мили. На максимална скорост запасите стигат за 1250 морски мили. Максималният запас гориво, при използването на резервните въглищни бункери достига до 950 тона. На изпитанията за максимална скорост, от 23 декември 1898 г., крайцерът показва средна величина при четири пробега от 19,1 възела.

## История на службата
„Д'Антрекасто“ е заложен през септември 1894 г. в Ла Сен, в корабостроителницата Forges et Chantiers de la Mediterranee. На вода е спуснат на 12 юни 1896 г., а в строй влиза на 15 февруари 1899 г. По време на Първата световна война носи ескортна служба в Индийския океан, после действа в Средиземно море като войскови транспорт. През 1919 г. крайцера е превърнат в учебен кораб. В 1922 г. е отписан от флота и подарен на Военноморските сили на Белгия, където служи като блокшив. След разформироването на белгийския флот, през 1926 г., кораба – 1927 г. – е продаден на Полша, където се използва от полските ВМС как плаваща казарма и учебен кораб ORP „Bałtyk“ („Балтик“). През 1939 г. е пленен от немците и през 1942 г. е предаден за скрап.

## Оценка на проекта
Ако се сравнят изискванията на проекта спрямо постигнатото от конструктора А. Лаган, той успява да създаде достатъчно удачен кораб. По въоръжение и брониране той превъзхожда почти всеки от аналогичните проекти при създаването си, в същото време е и по-бързоходен от всеки от по-силните кораби, които би могъл да срещне тогава в Далечния Изток. Бавният строеж и големият прогрес във военното корабостроене води до това, че до влизането му в строй „Д'Антрекасто“ успява да остарее. Ръста на чуждите флоти, в частност на Японския Императорски флот, изисква в случай на конфликт подкрепления от Европа. Но това обезценява самата идея за флагман на колониален флот. Самият крайцер вече е по-слаб от няколко японски кораби. Назряващият конфликт в Европа между Антантата и Тройния съюз изисква необходимостта от съсредоточаване на всички френски сили в родните води. Обаче тук „Д'Антрекасто“ е неспособен да догони по-слабите и не може да се бори с по-бавните противници.
| Сравнителни ТТХ на бронепалубните крайцери от края на 19 век | Сравнителни ТТХ на бронепалубните крайцери от края на 19 век | Сравнителни ТТХ на бронепалубните крайцери от края на 19 век | Сравнителни ТТХ на бронепалубните крайцери от края на 19 век | Сравнителни ТТХ на бронепалубните крайцери от края на 19 век | Сравнителни ТТХ на бронепалубните крайцери от края на 19 век | Сравнителни ТТХ на бронепалубните крайцери от края на 19 век | Сравнителни ТТХ на бронепалубните крайцери от края на 19 век |
| Характеристики                                               | Великобритания · „Хоук“                                      | Русия „Диана“                                                | Германия „Херта“                                             | Великобритания · „Хайфлаер“                                  | Япония · „Такасаго“                                          | Франция · „Д'Антрекасто“                                     |                                                              |
| ------------------------------------------------------------ | ------------------------------------------------------------ | ------------------------------------------------------------ | ------------------------------------------------------------ | ------------------------------------------------------------ | ------------------------------------------------------------ | ------------------------------------------------------------ | ------------------------------------------------------------ |
| Години на строителство                                       | 1889 – 1893                                                  | 1896 – 1901                                                  | 1896 – 1898                                                  | 1897 – 1899                                                  | 1896 – 1898                                                  | 1894 – 1899                                                  |                                                              |
| Водоизместимост, t                                           | 7700                                                         | 6731                                                         | 5660                                                         | 5690                                                         | 5260                                                         | 7995                                                         |                                                              |
| Дължина между перпендикулярите, m                            | 118                                                          | 122                                                          | 109                                                          | 113                                                          | 118                                                          | 117                                                          |                                                              |
| Силова установка, к.с.                                       | 12 000                                                       | 11 600                                                       | 10 000                                                       | 10 000                                                       | 15 500                                                       | 14 500                                                       |                                                              |
| Скорост, възела                                              | 20                                                           | 19                                                           | 19                                                           | 20                                                           | 22,5                                                         | 19,2                                                         |                                                              |
| Запас въглища нормален/пълен, t                              | /1250                                                        | 800/1070                                                     | 500/950                                                      | /1100                                                        | /1000                                                        | 650/980                                                      |                                                              |
| Артилерийско въоръжение                                      | 2 × 234 mm 10 × 152 mm 12 × 57 mm                            | 8 × 152 mm 24 × 75 mm 8 × 37 mm 2 × 63,5 mm                  | 2 × 210 mm 8 × 150 mm 10 × 88 mm 10 × 37 mm                  | 11 × 152 mm 9 × 76 mm 6 × 47 mm                              | 2 × 203 mm 10 × 120 mm 12 × 76 mm 6 × 42 mm                  | 2 × 240 mm 12 × 138 mm 12 × 47 mm 6 × 37 mm                  |                                                              |
| Бордови залп                                                 | 2 × 234 mm 5 × 152 mm 6 × 57 mm                              | 5 × 152 mm 12 × 75 mm                                        | 2 × 210 mm 4 × 150 mm 5 × 88 mm                              | 6 × 152 mm 5 × 76 mm                                         | 2 × 203 mm 5 × 120 mm 6 × 76 mm                              | 2 × 240 mm 6 × 138 mm                                        |                                                              |
| Екипаж, души                                                 | 544                                                          | 570                                                          | 477                                                          | 450                                                          | 425                                                          | 559                                                          |                                                              |

Става очевидно, че самата концепция за голям бронепалубен крайцер е несъстоятелна и след редица съмнителни опити френския флот преминава към строителството на пълноценни броненосни крайцери.